# Хабершрак, Николай
Николай (по другим данным Миклош) Хабершрак (пол. Mikołaj Haberschrack) — польский художник и резчик 2-й половины XV века — периода поздней готики.
Родился в с. Нова Весь возле Кракова.
Николай Хабершрак упоминается под именем Nicolaus pictor de Nova villa в документах 1454 года, когда он получил права горожанина Кракова, а также в 1480 и 1481 годах.
В 1468 году им был подписан договор на создание картин для главного алтаря августинского костела св. Катерины в Кракове. По условиям договора произведения должны были быть окончены в короткое время — до 5 месяцев.
Тогда, живописцем был написан, так называемый, «Августианский полиптих».
От этого алтаря сохранились 11 живописных досок с тринадцатью сценами и фрагмент четырнадцатой из жизни Иисуса и Марии, которые сейчас находятся в коллекции Национального музея в Кракове.
В 1476 году Хабершрак работал во Львове, где совместно с помощником Альбертом (возможно своим братом), подрядился позолотить и расписать не сохранившуюся резную скульптуру св. Марии Магдалены для приходского костела (сейчас Латинский собор).
Николаю Хабершраку приписывают также несколько деревянных скульптур.
Картина Николая Хабершрака «Поклонение трех королей» изображена на марке выпущенной в Польше в 2007 году в серия: «Рождество».

Фрагменты Августианского политиха, 1468 год
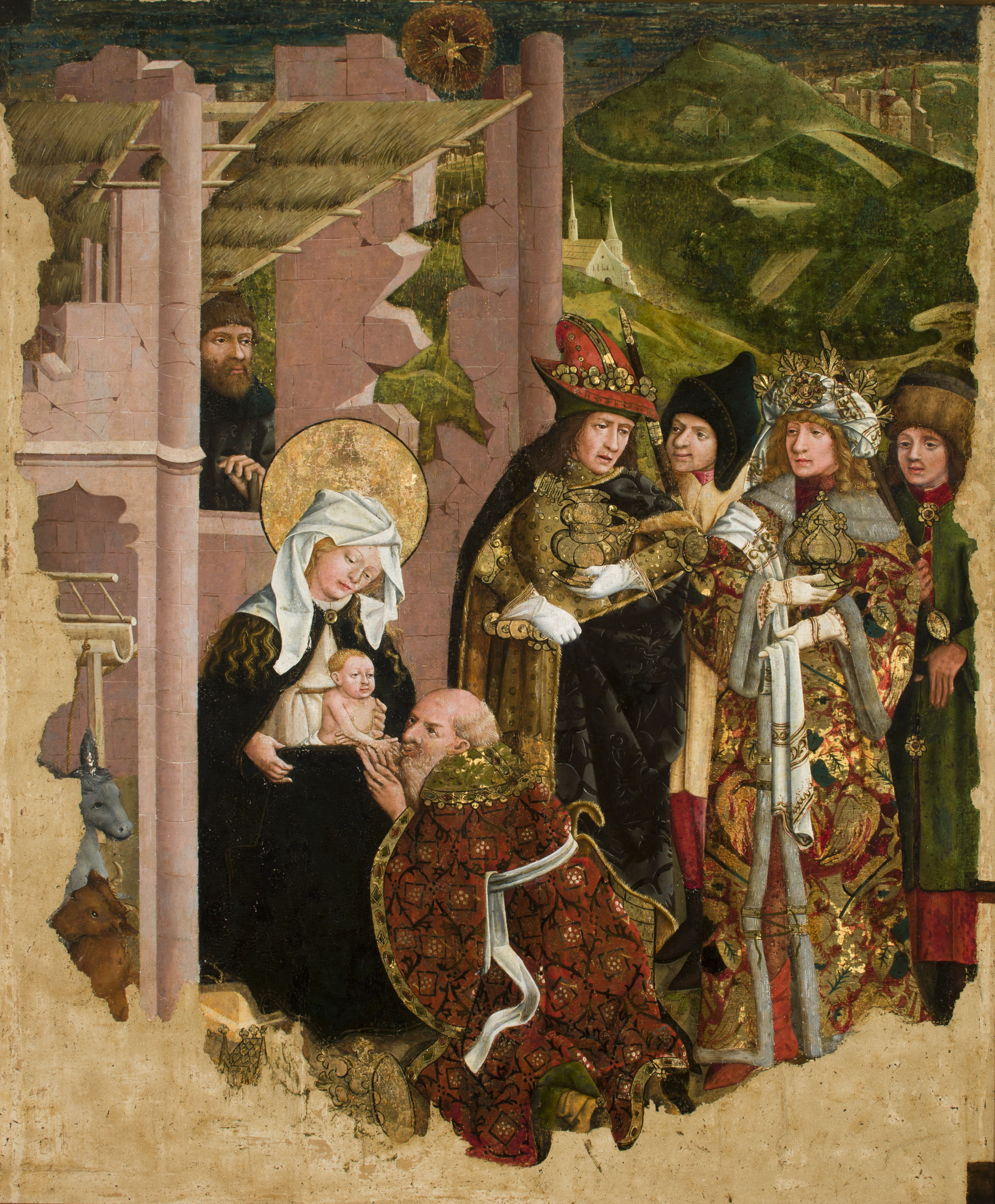
Поклонение волхвов
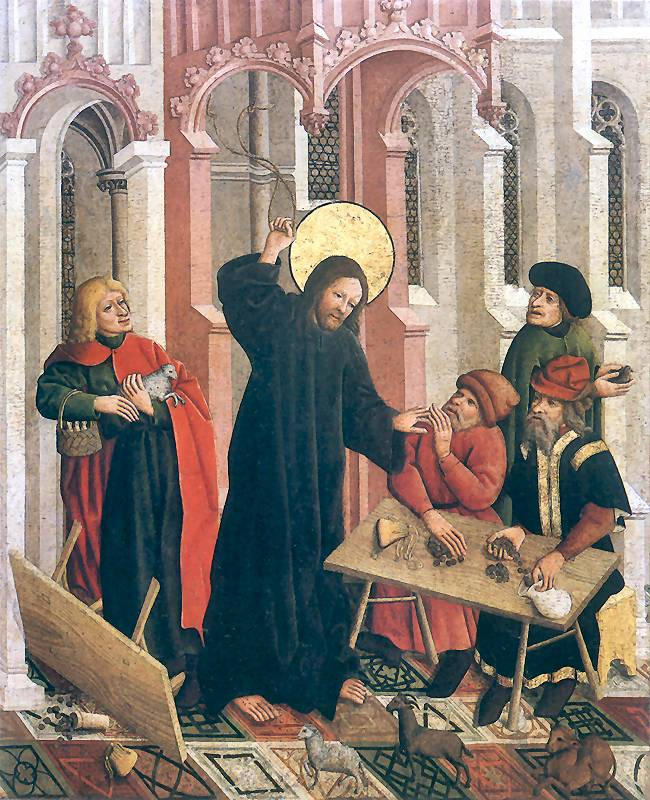
Изгнание торгующих из храма
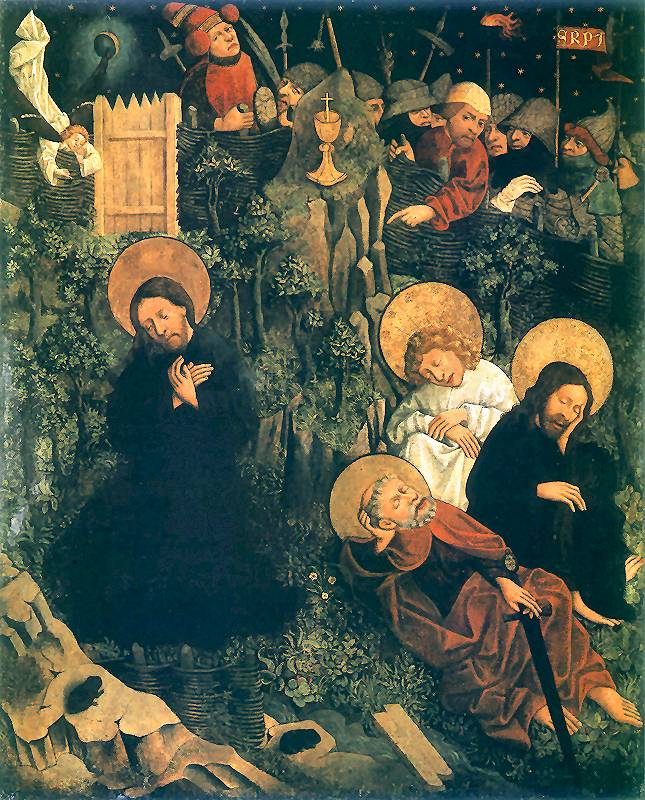
Моление о чаше
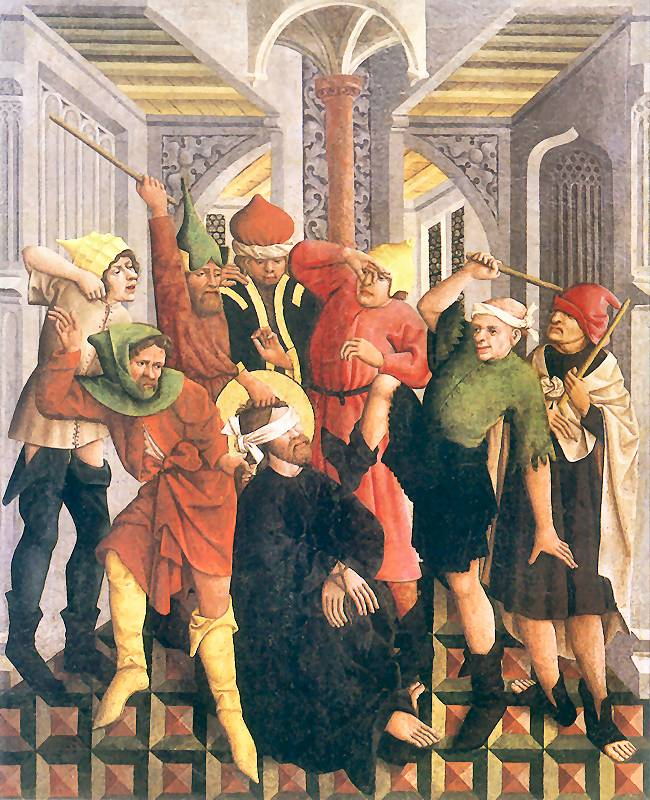
Бичевание Христа